# ایتاپوآ
ایتاپوآ (به پرتغالی: Itapoá) یک منطقهٔ مسکونی در برزیل است که در سانتا کاتارینا واقع شده‌است. ایتاپوآ ۲۵۷٫۱۵۸ کیلومتر مربع مساحت و ۲۱٬۱۷۷ نفر جمعیت دارد و ۱۸ متر بالاتر از سطح دریا واقع شده‌است.